# 李翰 (唐朝)
李翰（？—？），趙州贊皇縣人，唐朝詩人。
李華之子，進士出身，天寶中期，寓居陽翟，累遷翰林學士。晚年居陽翟，常從皇甫曾處借樂器自娛，“思涸則奏樂，神全則綴文”。著有《蒙求》兒童讀物，人稱“李氏蒙求”。又有文集三十卷。